# Vroeg-islamitisch Egypte
| Prehistorisch Egypte pre–3100 v. Chr. |
| Oude Egypte Proto-dynastieke periode 3200-3032 v.Chr. Vroeg-dynastieke periode 3032–2686 v. Chr. Oude Rijk 2686–2181 v. Chr. Eerste tussenperiode 2181–2055 v. Chr. Middenrijk 2055–1650 v. Chr. Tweede tussenperiode 1650–1550 v. Chr. Nieuwe Rijk 1550–1069 v. Chr. Derde tussenperiode 1069–664 v. Chr. Late periode 664–332 v. Chr. |
| Grieks Egypte 332–30 v. Chr. Alexandrijnse Oorlog 48 v. Chr. |
| Romeins Egypte 30 v. Chr.–640 CE |
| Vroeg-islamitisch Egypte 640-1517 Kruisvaardersinvasie van Egypte 1154-1169 |
| Ottomaans Egypte 1517–1867 Franse bezetting 1798–1801 Semi-autonome provincie 1801-1882 Kedivaat Egypte 1867–1914 |
| Modern Egypte Britse overheersing 1882–1953 Sultanaat Egypte 1914–1922 Egyptische Revolutie van 1919 Koninkrijk Egypte 1922–1953 Egyptische Revolutie van 1952 |
| Republiek 1953–nu Vrije Officieren en Nasser 1952-1970 Verenigde Arabische Republiek 1958–1961 Verenigde Arabische Staten 1958–1961 Egypte onder Sadat 1970-1981 Egypte onder Moebarak 1981-2011 Egyptische Revolutie van 2011 Protesten en staatsgreep in 2013                                                                         |
| Portaal Geschiedenis Portaal Egypte |

De periode van vroeg-islamitisch Egypte of ook wel de tijd van Egypte onder de Arabieren, Fatimiden en Ajjoebiden (640 – 1250) is in de geschiedenis van Egypte de periode na Romeins en Byzantijns Egypte (30 voor Chr. – 640 na C.).

## Arabieren
Tussen 639 en 642 verovert de islamitische Arabische kalief Omar Egypte. Het feit dat het regime in Constantinopel de, in hun ogen, ketterse Egyptische Kopten niet erg tolerant behandelde vergemakkelijkte deze verovering; sommige historici menen zelfs dat de Kopten de Arabieren verwelkomden als bevrijders van het Griekse juk.
Amr ibn al-As, de luitenant van Omar, trok, met steun van Mokoukos (of Makaukas), prefect van Midden-Egypte, Memphis binnen, maakte zich meester van de Burcht van Babylon en trok op tegen Alexandrië, waar de melkitische groepen zich het hardnekkigst verzetten. Alexandrië kreeg echter geen enkele hulp vanuit Byzantium. Na veertien maanden beleg gaf Alexandrië zich op 22 december 640 over.
Egypte was in de eerste eeuw na de verovering een typisch wingewest, dat aan de schatkist van de kaliefen in Damascus geweldige baten opleverde door middel van de belasting (djizya) die aan niet-moslims wordt opgelegd. Historici zijn echter eensgezind dat het moslim-Arabische bestuur in die periode toleranter was dan het Byzantijnse; de Arabieren eisten minder belastingen dan de Byzantijnen.
Het Arabisch-islamitische bewind ondervond weinig moeilijkheden van de Egyptische kopten, maar er waren toch wel verscheidene opstanden van Koptische boeren. Aanvankelijk handhaafden de Arabieren de Kopten in hoge regeringsfuncties, in vreedzame samenwerking, en deden ze weinig pogingen de Kopten te bekeren tot islam, maar ontmoedigden ze zelfs bekering. Voor de Arabische heersers waren onbekeerde Egyptenaren een grote bron van belastingopbrengst die ze graag in ere hielden.

### Omajjaden
In 658 werd 'Amr ibn al-'As, adviseur van Moe'awija I, stichter van de Omajjaden-dynastie (661-750), gouverneur van Egypte. In het begin waren de Arabieren, de Kopten gunstig gezind, omdat een van de vrouwen van Mohammed, Maria al-Qibtiyya een Koptische was. Later sloeg die tendens om. De Kopten, die toen nog de meerderheid hadden, probeerden in zes opstanden tussen 725 en 773 zich van het Arabische juk te ontdoen. Discriminerende maatregelen, zoals het dragen van een zwarte gordel en zware belastingen, bemoeilijkten het leven voor de Kopten, zodat velen tot de islam overgingen. Naarmate meer Kopten overgingen tot de islam verminderden de belastingopbrengsten, maar ook de algemene welvaart van Egypte ging sterk achteruit.

### Abbasiden
In 750, bij de machtsovername door de Abbasiden, vielen opnieuw slachtoffers. De laatste Omajjadenkalief, Marwan II, vluchtte naar Egypte en werd daar vermoord. In 830 werd door de Abbasiden het laatste Koptische verzet in de delta gebroken. De te Bagdad zetelende Abbasiden bestuurden Egypte evenals hun voorgangers door middel van stadhouders. Op den duur konden de Abbasiden hun gezag niet handhaven; in 868 stichtte stadhouder Ahmad ibn Toeloen de Toeloenidische dynastie. In 902 wist de kalief van Bagdad echter zijn gezag te herstellen. In 935 bleek opnieuw een stadhouder, Mohammed al-Ichsjid, in staat zich als onafhankelijk heerser op te stellen. Na zijn dood werd de macht uitgeoefend door de door hem tot voogd van zijn kleinzoon aangewezen eunuch Kafoer, die als een van de beste heersers van Egypte bekendstaat. In 968 stierf Kafoer.

## Fatimiden
In 969 veroverde Gohar van het sjiitische vorstenhuis van de Fatimiden vanuit Tunis Egypte, met name de toenmalige provinciehoofdstad Fustat. Deze stad bouwden ze uit tot al-Medina al-Qahira (de Overwinnende Stad) oftewel Caïro. Nadat ze er Gama al-Azhar (de moskee van de meest glansrijke) hadden gesticht, voegden ze daar in 988 Game at al-Azhar al-Sjarief (de edele al-Azhar-universiteit) aan toe. Egypte werd een intellectueel en commercieel centrum van de moslimwereld, en een belangrijke handelspartner van onder andere Genua en Venetië.
Door inwendige twisten, maar ook door het niet wassen van de Nijl in de jaren 1062–1075, beleefde Egypte een diep economisch verval, waarbij ook schatten van literatuur en kunst verloren gingen. Daarna was het gezag herhaaldelijk in handen van viziers, religieuze regeringsadviseurs. Geleidelijk gingen steeds meer Egyptenaren over op de islamitische religie, vermoedelijk wegens de daaraan verbonden sociale, economische en politieke voordelen.

## Ajjoebiden

### Saladin
De opvolgingskwestie in het kalifaat van de Fatimiden, bracht met zich mee dat de ene partij hulp vroeg aan de kruisvaarders en de andere partij aan Nur ad-Din. In 1169 veroverde generaal Shirkuh in dienst van Nur ad-Din, Egypte. Kort na zijn overwinning stierf Shirkuh en kreeg zijn neef Saladin de titel van vizier van Egypte van al-Adid, kalief van de Fatimiden.
Toen al-Adid in 1171 stierf, nam Saladin de titel van sultan en stichtte de dynastie van de Ajjoebiden. In 1172 versloeg Saladin de laatste kalief van de Fatimiden. De Fatimiden waren ismaïliten, een tak van het sjiisme. Saladin bekeerde de Egyptenaren om, opnieuw, soennitisch te worden. De Al-Azhar Universiteit en Moskee zouden zich vervolgens ontwikkelen tot een van de belangrijkste autoriteiten binnen de soennitische islam.  In tegenstelling tot de Fatimiden erkende Saladin de autoriteit van de Abbasidische kalief in Bagdad.
Toen Nur ad-Din in 1174 stierf, riep Saladin een oorlog uit tegen diens zoon As-Salih Ismail al-Malik en veroverde Damascus. Ismail vluchtte naar Aleppo, waar hij weerstand bleef bieden aan Saladin, totdat Ismail vermoord werd in 1181. Hierna veroverde Saladin het grootste deel van het binnenland van Syrië.

### Vijfde Kruistocht

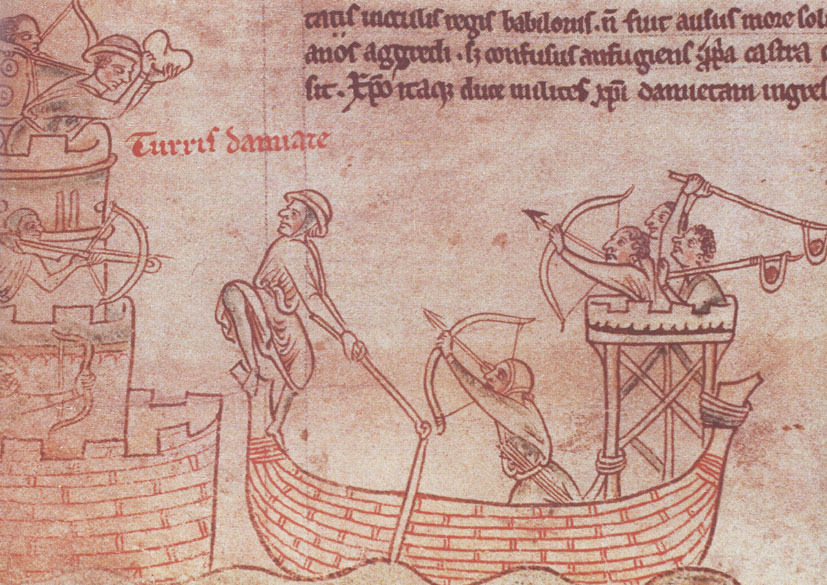
Friezen vallen de toren van Damietta aan (1218). Op de boeg staat een Fries met een dorsvlegel te zwaaien.

Sinds de Latijnen, Byzantium hadden veroverd, veranderde de strategie. De gedachte was, indien men het Rijk der Ajjoebiden in het hart zou treffen, met name de hoofdstad Cairo, zou men op die manier het Heilig Land kunnen heroveren en misschien nog meer.
Tijdens de regering van Al-Kamil vielen in 1218 opnieuw kruisvaarders Egypte binnen, deze maal een groep onder leiding van Willem I, graaf van Holland, en veroverden de havenstad Damietta. Sultan al-Kamil stelde daarop voor om Damietta te ruilen voor Jeruzalem. De meeste kruisridders waren ingenomen met dit voorstel, maar de pauselijke afgezant Pelagius weigerde. Niet door onderhandelingen, maar door strijd moest Jeruzalem worden ingenomen. Toen Willem dit hoorde ontstak hij in woede en keerde met zijn leger terug naar huis. Als Keizer Frederik II, die beloofd had de kruistocht te steunen, dit vernam, stuurde hij zijn kat. In 1221 werd Damietta door de sultan heroverd.

### Zevende Kruistocht
Het Beleg van Jeruzalem (1244) en de Slag bij La Forbie waren de aanleiding zijn voor de Zevende Kruistocht, deze maal onder de leiding van koning Lodewijk IX van Frankrijk. Het was een herhaling van de vijfde kruistocht. In 1249 veroverde Lodewijk opnieuw de havenstad Damietta. De moslims dreven Lodewijk en zijn leger in het nauw, en uiteindelijk konden de 'Franken' geen kant meer op, verslagen door het klimaat en de aanvallen van de Saracenen. Het leger van de kruisridders werd ten slotte in april 1250 verslagen bij El-Mansoera (Egypte), onder leiding van Baibars. Koning Lodewijk en zijn leger werden gevangengenomen en kwamen pas vrij na betaling van een enorm losgeld van 500.000 livres tournois, gouden munten.

## Mamlukken
De hierop volgende periode in de geschiedenis van Egypte is die van het Mammelukkensultanaat Caïro
In 1250 werden Egypte en Syrië veroverd door de mammelukken, die de laatste sultan van de Ajjoebiden doodden. Na 1258, het jaar dat Bagdad werd verwoest door de Mongolen, groeide Caïro uit tot het grootste commerciële, intellectuele en culturele centrum van de islam. Tegen 1340 is Caïro met een half miljoen inwoners de grootste stad ten westen van China. Tot 1380 was het Mamlukse bestuur weldadig. De Egyptische landbouw, nijverheid en handel bloeiden, Egypte exporteerde geraffineerde suiker en textiel naar Europa en naar moslimlanden. In 1348, en nog vele keren daarna, teisterde de Zwarte Dood Egypte. Na 1380 was het Mamlukse bewind roofzuchtig en twistziek, en verarmde het land.

## Galerij

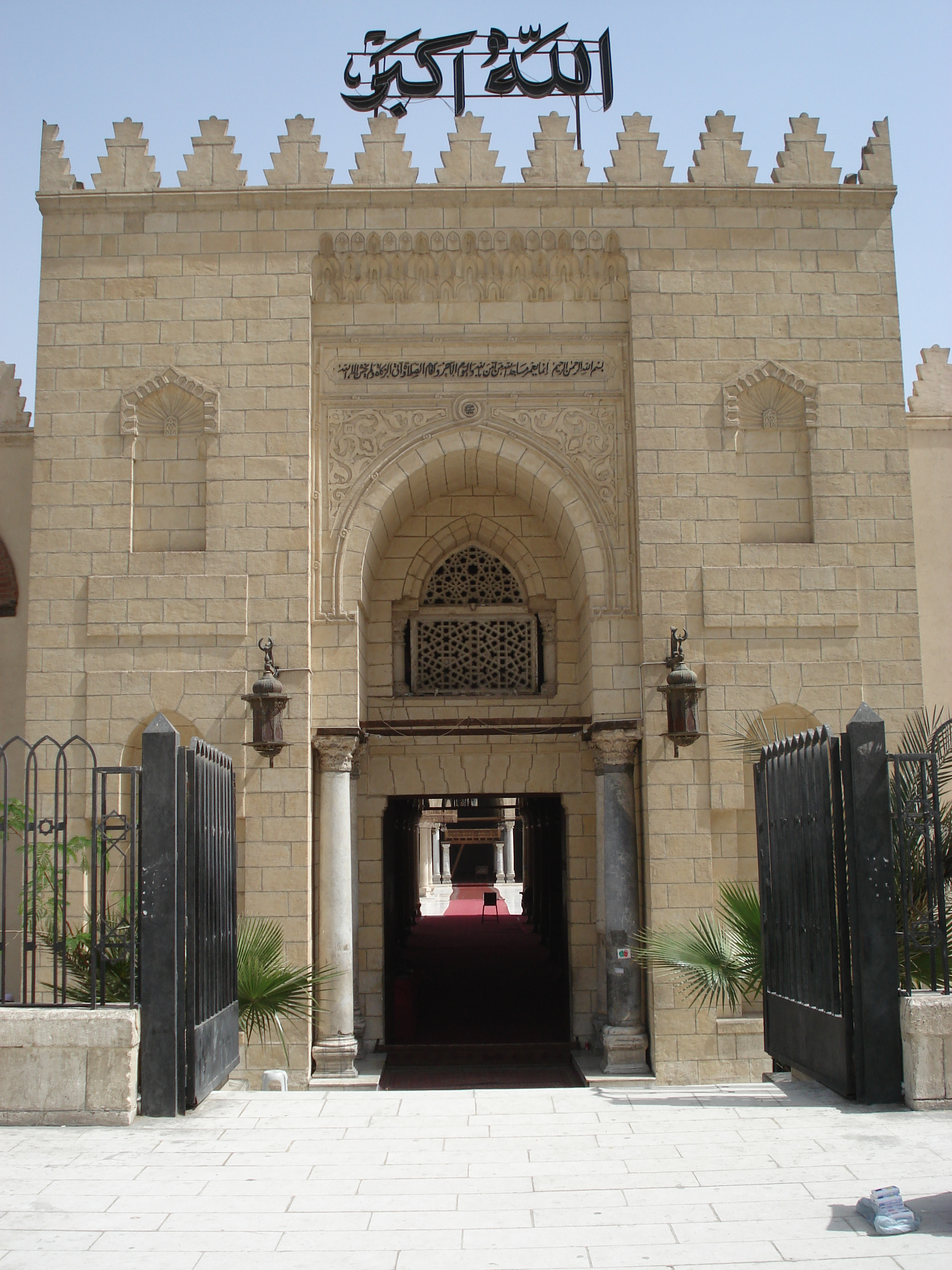
Entree tot de Moskee van Amr ibn al-As in Caïro. Op deze plek werd de allereerste moskee van Egypte, en daarmee van Afrika, gebouwd in 642, op de plaats waar de overwinnende Arabische commandant zijn tent had opgeslagen. Van het oorspronkelijke gebouw is, na talloze reconstructies, nu niets meer over. Het teken op het dak zegt Allahoe akbar.
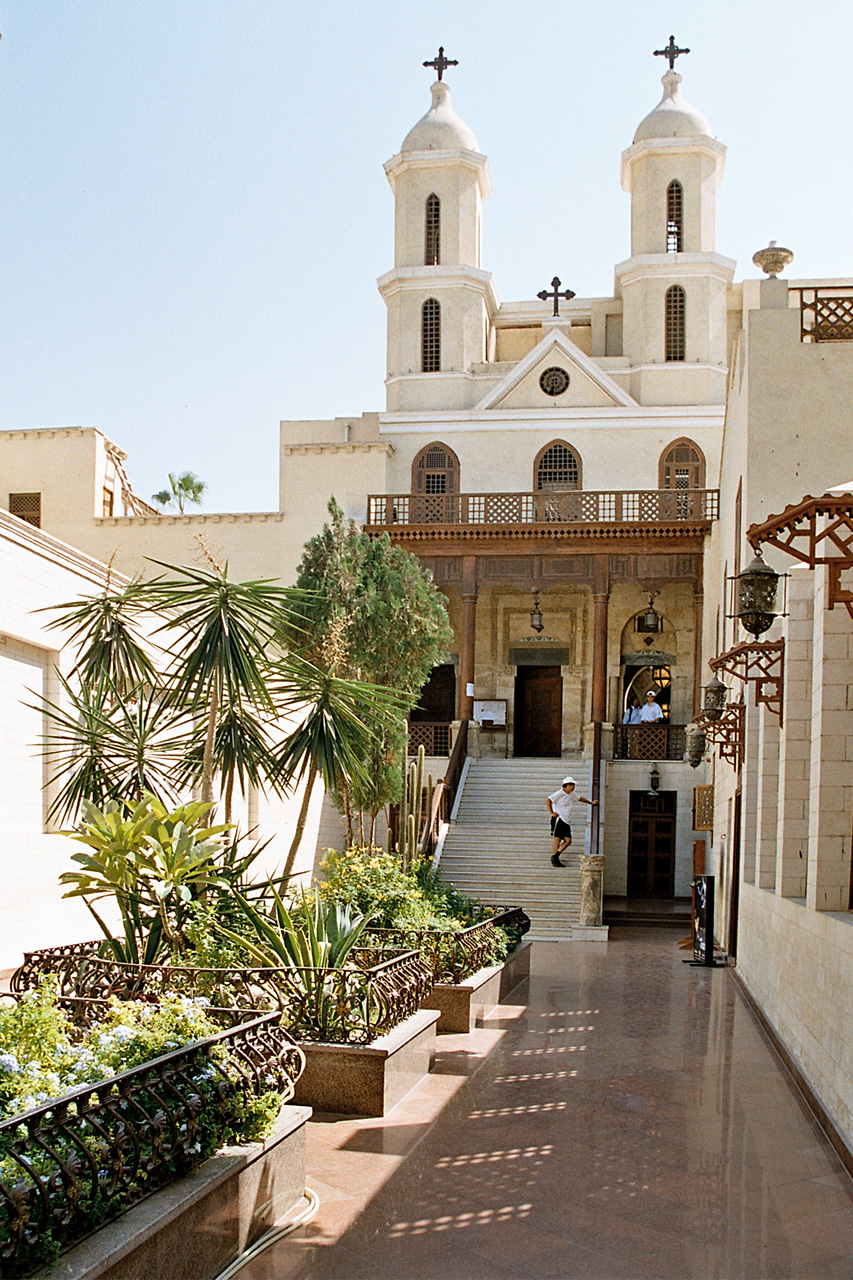
De Hangende Kerk (El Muallaqa), eigenlijk de Kerk van de Heilige Maagd Maria, in Caïro, vermoedelijk gebouwd 690-692. De naam 'hangend' verwijst naar het feit dat het schip van de kerk gebouwd is boven een poort van het Babylon-fort in oud-Caïro.